# Vox in excelso
Vox in excelso je papeška bula, ki jo je napisal papež Klemen V. 22. marca 1312.
S to bulo je papež razpustil viteze templarje.